# Nesticella dazhuangensis
Nesticella dazhuangensis (лат.) — вид пауков рода Nesticella из семейства Пауки-нестициды (Nesticidae). Китай.

## Этимология
Видовое название происходит от имени места обнаружения типовой серии (Dazhuang).

## Распространение
Встречается в юго-восточной Азии: Китай, провинция Юньнань (уезд Тэнчун, Dazhuang Village, 25.02670°N, 98.45563°E, 1600 м).

## Описание
Мелкие пауки, общая длина около 2,5 мм. Основная окраска желтоватая. Самцов можно отличить от других видов, относящихся к группе Nesticella brevipes по приземистому, неразветвленному дистальному отростку (Dp) парацимбиума, тонкому и острому тегулярному апофизу (Tg) и более узкому цимбиуму при наблюдении в дорсальном виде. Диагностическими признаками для самок являются необычайно широкие сперматеки (S) и короткие оплодотворяющий (Fd) и копулятивный (Cd) протоки с несколькими витками, которые у других видов той же группы соответственно меньше и длиннее/более витые. Вид был впервые описан в 2016 году энтомологами из Китая (Yu-Cheng Lin, Shu-Qiang Li, Southeast Asia Biodiversity Research Institute and Institute of Zoology, Китайская академия наук, Пекин) и Италии (Francesco Ballarin, Museo di Storia Naturale of Verona, Верона).